# Fosnes
Fosnes es un municipio de la provincia de Trøndelag, en Noruega. Su capital es el pueblo de Dun, en la isla de Jøa. Otros pueblos son Salsnes y Nufsfjord.
A 1 de enero de 2015 tiene 630 habitantes.
Su nombre deriva de una antigua granja homónima ubicada aquí. Fue creado como formannskapsdistrikt en 1838. En 1871 se segregó de su término el municipio de Flatanger. En 1889, una pequeña parte de su término fue transferida a Vikten. En 1913 se segregó de su término el municipio de Otterøy. En 1964, parte de su territorio fue transferido a Namsos.
Se ubica en una zona rural costera del distrito de Namdalen.